# Mesarthim (Band)
Mesarthim ist ein anonymes, australisches Atmospheric-Black-Metal-Duo mit Trance-Einflüssen. Es ist nach Mesarthim, einem der ersten bekannten Doppelsterne benannt. Seit 2016 besteht eine Zusammenarbeit mit Avantgarde Music. Obwohl gutturaler Gesang zum Einsatz kommt wird auf Lyrik verzichtet, der Gesang dient also der Atmosphäre.

## Diskografie
Alben
- 2015: Isolate (CD/CD+12”-Vinyl, 12”-Vinyl, Avantgarde Music)
- 2016: .- -... ... . -. -.-. . (CD/12”-Vinyl, Avantgarde Music)
- 2018: The Density Parameter (CD/12”-Vinyl, Avantgarde Music)
- 2019: Ghost Condensate (CD/12”-Vinyl, Avantgarde Music)
- 2020: The Degenerate Era (CD/12”-Vinyl, Avantgarde Music)
- 2021: CLG J02182–05102 (CD/12”-Vinyl, Avantgarde Music)
- 2023: Arrival (CD/2x12”-Vinyl, Avantgarde Music)

EPs
- 2016: Pillars (CD/12”-Vinyl, Avantgarde Music)
- 2016: Spire (MP3, Eigenvertrieb)
- 2018: Presence (MP3, Eigenvertrieb)
- 2018: Coma Wall (12”-Vinyl, Avantgarde Music)
- 2020: Planet Nine (CD/12”-Vinyl, Avantgarde Music)
- 2021: Vacuum Solution (CD/12”-Vinyl, Avantgarde Music)

Singles
- 2016: Suffocate (MP3, Eigenvertrieb)
- 2022: Anthropic Bias (MP3, Eigenvertrieb)

Kompilationen
- 2017: The Great Filter / Type III (Kompilation, CD/12”-Vinyl, Avantgarde Music)
- 2021: Phase One (8xMC, Avantgarde Music)

 Beiträge auf Kompilationen (Auswahl):
- 2016: Grey Havens auf In Mordor Where The Shadows Are - Homage To Summoning (3xCD, Wolfspell Records)